# Epikureismus

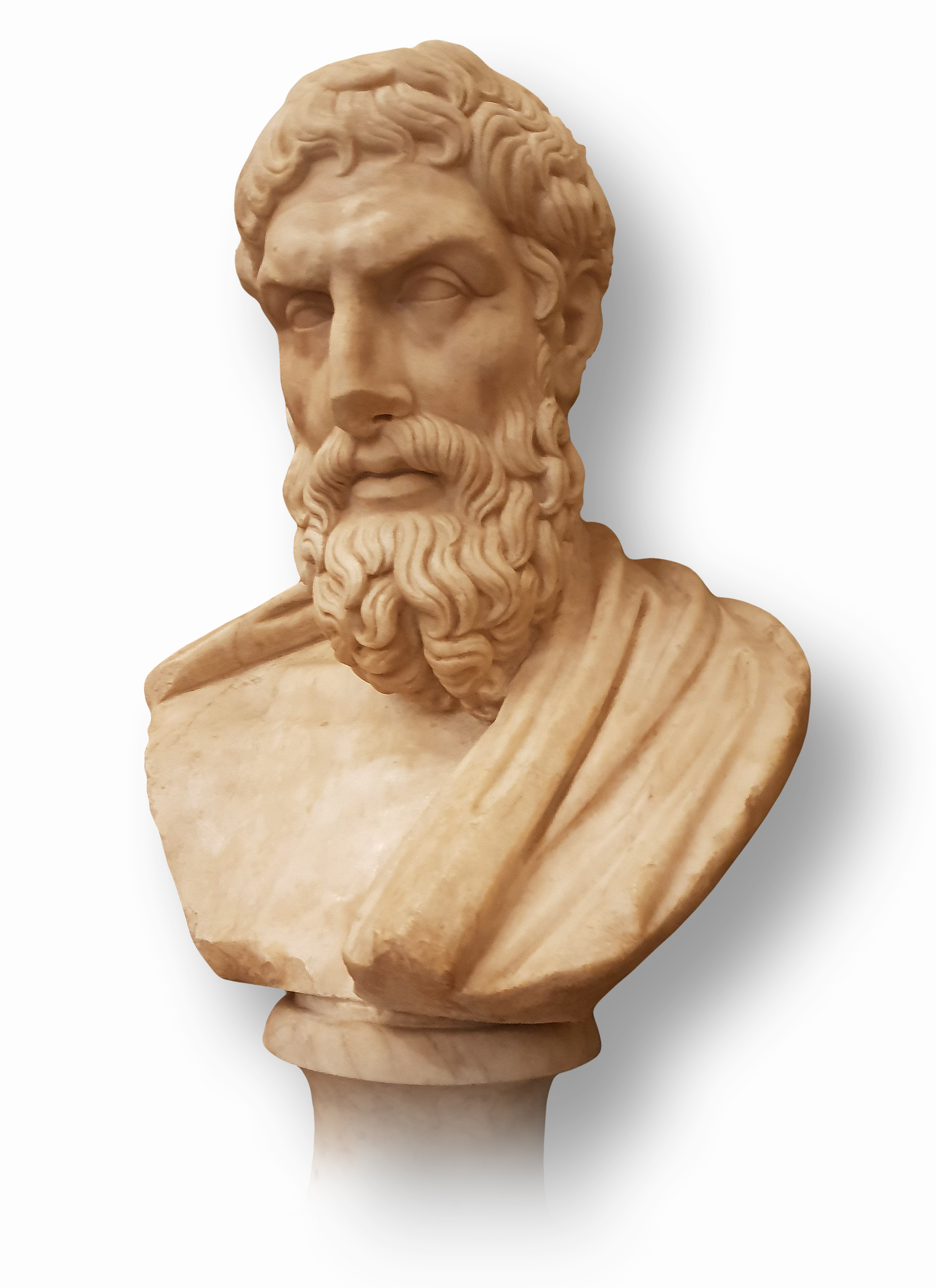
Büste des Epikur; römische Marmorkopie eines griechischen Originals aus der Mitte des 3. Jahrhunderts v. Chr. (275–250 v. Chr.); Kapitolinische Museen, Rom.

Der Epikureismus ist die philosophische Denkrichtung, die auf den Lehren des antiken griechischen Philosophen Epikur basiert. Sie entstand im ausgehenden 4. Jahrhundert v. Chr. und war bis ins 3. Jahrhundert n. Chr. in Griechenland und der römischen Welt verbreitet.

## Lehre
Epikur vertrat einen atomistischen Materialismus, den er den damals vorherrschenden philosophischen und religiösen Weltdeutungen entgegensetzte. Dabei ging es ihm um ein ethisches Anliegen: Er wollte seine Schüler zu einer Lebensführung anleiten, die ihnen zur Eudaimonie verhelfen sollte, zur Glückseligkeit eines gelungenen Lebens, worunter man einen ausgeglichenen Gemütszustand verstand. In dieser Auffassung, nach der ein solches gutes Leben das Ziel allen Handelns zu sein hat, stimmten die Epikureer mit allen oder fast allen anderen Philosophenschulen der Antike überein. Sie teilten auch die Grundüberzeugung der anderen Richtungen, dass die Autarkie, die Unabhängigkeit von äußeren Umständen, ein zentrales Element des gelungenen philosophischen Lebens bilde und dass es auf die innere Einstellung ankomme, über die der Mensch selbst Herr sein könne und die er so zu formen habe, dass das bestmögliche Leben erreicht werde. Eine fundamentale Abweichung der Epikureer von den anderen bedeutenden Strömungen bestand aber darin, dass sie als Hedonisten die Lust (ἡδονή hēdonḗ, Hedone) zum höchsten Gut machten und mit der Eudaimonie gleichsetzten. Das Streben nach Lust betrachteten die Epikureer als die grundlegende Konstante der menschlichen Existenz.
Allerdings verstand Epikur unter optimaler Lust im philosophischen Sinn nicht intensivstes sinnliches Vergnügen, sondern Schmerzlosigkeit und vollkommenen inneren Frieden (Ataraxie) als dauerhaften Zustand. Er lehrte, dieser Zustand sei durch vernünftige Einsicht, durch die Tugenden und durch Verzicht auf schädliche Begierden zu erreichen. Der Neigung zur Unzufriedenheit setzte er seine Hochschätzung der Genügsamkeit entgegen. Allerdings sah er in der Tugendhaftigkeit keinen Wert an sich, sondern fasste sie nur als Mittel zur Lust auf. Beispielsweise stellte er fest, der Gerechte erfreue sich des größten Seelenfriedens, während der Ungerechte von innerem Unfrieden erfüllt sei. Großes Gewicht legte er auf nüchterne Überlegung und auf die Überwindung der Furcht durch Einsicht. Zu den Ängsten, die zu beseitigen sind, zählt im Epikureismus insbesondere die Furcht vor unverständlichen, beunruhigenden Naturphänomenen und vor willkürlichen Eingriffen übermenschlicher Instanzen in das menschliche Schicksal. Der Überwindung der Götter- und Dämonenfurcht dient die epikureische Kosmologie und Theologie, der zufolge die Götter zwar existieren, aber menschlicher Beeinflussung durch Opfer oder Gebete unzugänglich sind und sich nicht für die Menschenwelt interessieren. Demnach gibt es keine göttliche Vorsehung; alle Vorgänge haben ausschließlich natürliche Ursachen, sie sind ausnahmslos auf die unablässige Interaktion zwischen den Atomen zurückzuführen. Die Todesfurcht soll durch Verwerfung der Unsterblichkeitslehren zum Verschwinden gebracht werden: Da nach dem Tod nichts mehr folgt, also kein nachtodliches Leid zu befürchten ist, stellt er keine Bedrohung dar.

## Wirkungsgeschichte
Nach dem Tod Epikurs wurde seine Schule von Hermarchos geführt. Später blühten epikureische Gesellschaften in der späthellenistischen und der römischen Ära (etwa in Antiochia, Alexandria, Rhodos und Herculaneum). Obwohl die antike epikureische Tradition bis ins dritte nachchristliche Jahrhundert reicht, änderten sich die Lehrinhalte – anders als bei anderen Philosophenschulen – im Laufe der langen Geschichte des Epikureismus kaum. Epikureische Inhalte wurden neben denen anderer Philosophien in den öffentlichen Schulen unterrichtet und blieben so gegenwärtig. Neu gewonnene Erkenntnisse, etwa in der Physik, wurden aber nicht in die Lehre eingearbeitet. Die Kenntnisse der Physik (φυσική) standen für die Epikureer vielmehr im Dienst des Konzeptes von einem erfüllten menschlichen Leben. Kenntnisse von natürlichen Prozessen sollten es ermöglichen, unerwünschte religiöse Vorstellungen abzubauen. Als erster Schriftsteller, der in lateinischer Sprache das Gedankengut des Epikurs verbreitete, gilt Gaius Amafinius, von dem aber keine Texte überliefert sind.
Bei sogenannten „Wundern“ begnügte man sich in der Regel damit, mehrere „natürliche“ Erklärungen anzubieten, ohne sich für die „richtige“ zu entscheiden. Das kennzeichnete ein skeptisches Denken. In der Schrift des Römers Lukrez (De rerum natura, „Von der Natur der Dinge“) finden sich mehrere Beispiele für ein solches Verfahren (siehe unten). In einer öfter verwendeten allegorischen Deutung der Bezeichnung „Garten“ heißt es, der Erdboden des Gartens stelle die Kanonik Epikurs dar, der Zaun die Physik, die Früchte aber die Ethik. Es wird von Forschern festgestellt, dass alle Teile der epikuräiischen Philosophie miteinander verzahnt sind. Ein Primat der Ethik findet sich zwar mehr oder weniger bei allen philosophischen Schulen seit der „Sokratischen Wende“, aber dennoch war in den anderen Lehrgebäuden die Physik nicht so dezidiert auf eine Schutz- und Abwehrfunktion gegen verwirrende Vorstellungen zugeschnitten. Epikur strebte nach dem Seelenfrieden (Ataraxía) und der Lust bzw. Freude (Hedoné).
Der Epikureismus stand ursprünglich im Gegensatz zum Platonismus, konkurrierte im philosophischen Richtungsstreit jedoch hauptsächlich mit dem Stoizismus, nicht zuletzt aufgrund der inhaltlichen Nähe der beiden Lehren. Die Auseinandersetzungen zwischen Stoikern und Epikureern hatten schon in Griechenland viele Vorurteile, Lächerlichkeiten und teilweise entstellende Gerüchte in Umlauf gebracht. Diese wurden in der Zeit des römischen Epikureismus entweder neu aufgelegt oder noch überboten. Daran hatten auch die Apologeten der neuen, christlichen Religion ihren Anteil. Epikurs Naturphilosophie wurde als oberflächlich betrachtet und gering geschätzt. Auch Cicero soll die epikureische Lehre so popularisiert haben, dass ihr eigentlicher Inhalt verschwand. Den Epikureern wurde z. B. ein gewisser ängstlicher Dogmatismus nachgesagt (ποῦ κεῖται; – „Wo steht es?“ soll die typische Frage der Anhänger Epikurs gewesen sein). Die Masse der Römer hielt Epikur für einen „Sklaven seiner Lüste“.
Von Epikur selbst sind nur wenige Texte erhalten geblieben. Manche Forscher sehen aber das epische Gedicht De rerum natura (Über die Natur der Dinge) von Lukrez (99–56 v. Chr.) als ein Werk an, das die wesentlichen Inhalte von Epikurs Philosophie in lateinischer Sprache präsentiert. Lukrez, der den Epikureismus als eine Art Heilslehre verkündete, trug jedenfalls dazu bei, die Lehren Epikurs in Rom heimisch zu machen. Viele der Papyrusrollen, die in der Villa dei Papiri in Herculaneum ausgegraben wurden, enthalten epikureische Texte; von einigen wird vermutet, dass sie dem Epikureer Philodemos von Gadara gehörten. Der Epikureismus römischer Prägung entwickelte insofern ein eigenes Erscheinungsbild, als seine Anhänger die Lebensregel „Lebe im Verborgenen!“ nicht unbedingt befolgten. Schon bei Lukrez finden sich kritische Äußerungen über die politischen Eliten seiner Zeit, und von einigen politisch aktiven Römern ist überliefert, sie seien vom Epikureismus beeinflusst gewesen (so etwa von Cassius, einem der Hauptverschwörer gegen Caesar). Der Dichter Horaz bezeichnete sich selbstironisch als „Epicuri de grege porcus“ („Schwein aus der Herde Epikurs“; Epistulae 1, 4, 16), fand aber später, im Rahmen der augusteischen Dichtung, zu eher staatstragenden Positionen.
Der römische Philosoph und Politiker Seneca (ca. 4 v. Chr. bis 65 n. Chr.), dessen Philosophie in erster Linie der Stoa verpflichtet ist, zitiert dennoch Epikur oft und kommentiert ihn nicht selten durchaus wohlwollend. Einige römische Kaiser, unter anderem Mark Aurel (121–180 n. Chr.), haben die epikureische Schule gefördert. Insgesamt scheint der Epikureismus für die Oberschicht des Römischen Reiches gerade in Zeiten politischer Krisen besonders attraktiv gewesen zu sein. Ein außergewöhnliches Zeugnis für das Fortleben des Epikureismus im Römischen Reich bis ins dritte nachchristliche Jahrhundert hinein ist die monumentale Inschrift des Diogenes von Oinoanda aus dem 2. Jahrhundert, der man wesentliche Einblicke in die Lehre Epikurs verdankt.
Der Apostel Paulus diskutierte auf seiner zweiten Missionsreise (49 bis 52 n. Chr.) mit epikureischen und stoischen Philosophen in Athen, die ihn zuerst als „Schwätzer“ und „Verkündiger fremder Götter“ bezeichnet haben sollen (Apostelgeschichte 17,18). In der Spätantike wurde der Epikureismus, der von den zu dieser Zeit vorherrschenden philosophischen Schulen, hauptsächlich dem Neuplatonismus, verworfen wurde, dann kaum noch vertreten. Mit der Durchsetzung des Christentums geriet der Epikureismus zunehmend in Misskredit. Viele frühe Kirchenväter (etwa Eusebius von Caesarea und Origenes) polemisierten heftig gegen die Lehren Epikurs wegen ihres angeblichen Atheismus und Hedonismus. Während es Versuche gab, die Lehren der Stoa und des Neuplatonismus mit dem Christentum zu harmonisieren, erschien der Epikureismus als völlig unvereinbar mit christlichen Grundpositionen. Spätestens in der Regierungszeit des Kaisers Konstantin (306–337 n. Chr.) erlosch die aktive epikureische Lehrtradition.
Dennoch ist im Mittelalter die Erinnerung an Epikur lebendig geblieben (siehe etwa Carmina Burana, carmen 211). Im 17. Jahrhundert wurde er von dem Atomisten Pierre Gassendi wiederbelebt, der ihn an die christliche Lehre anpasste.  Auch in späteren Zeiten haben sich Autoren und Denker, die für „freie Lebensart“ und Hedonismus eintraten, immer wieder auf Epikur berufen. In der Gegenwart ist der Franzose Michel Onfray ein herausragender Vertreter des epikureischen Hedonismus.